# Бой под Вертингеном
Бой под Вертингеном (фр. Bataille de Wertingen) — сражение, состоявшееся 8 октября 1805 года у немецкого города Вертинген между французскими и австрийскими войсками во время Войны третьей коалиции.

## Предыстория
Император Наполеон с началом войны против Третьей антифранцузской коалиции повел свою 200-тысячную Великую Армию за Рейн. Эта огромная масса солдат двинулась на юг и пересекла реку Дунай к востоку от лагеря австрийского генерала Карла Мака в районе Ульма. Не зная о силе надвигавшейся на него армии, Мак оставался на месте, пока корпуса Наполеона не пересекли Дунай и не отрезали австрийскую армию от Вены.

## Силы сторон
Авангард принца Мюрата включал в себя 1-ю драгунскую дивизию генерала Луи Клейна (6 эскадронов 1-го и 2-го драгунских полков) и 3-ю драгунскую дивизию генерала Марка-Антуана Бомона (18 эскадронов 5-го, 8-го, 9-го , 12-го, 16-го и 21-го драгунских полков) плюс дивизия тяжёлой кавалерии генерала Этьена Нансути (18 эскадронов 1-го и 2-го карабинерских, 1-го, 2-го, 3-го и 5-го кирасирских полков). Помимо них в бою участвовали две бригады лёгкой кавалерии из 5-го корпуса маршала Ланна генералов Жан-Луи Фоконне и Шарля Трейяра (12 эскадронов 9-го и 10-го гусарских, 13-го и 21-го конно-егерских полков). В общей сложности 54 эскадрона. Они были поддержаны десятью элитными батальонами сводной гренадерско-вольтижёрской дивизии генерала Николя Удино. Всего 7,000 пехотинцев, 7,400 кавалеристов и 14 орудий.
Силы австрийского генерала Ауффенберга включали 5,000 пехотинцев (9 батальонов), 400 кавалеристов (4 эскадрона) и 9 орудий.

## Ход боя
Вероятно, из-за неожиданности французского нападения Ауффенберг привел в боевую готовность лишь девять батальонов и один эскадрон, общей численностью около 5500 человек. О ходе боя имеются противоречивые сведения. Одни историки рассказывают о том, как австрийские пехотные порядки были взломаны французской кавалерией, и австрийцы были окружены и вынуждены сдаться. Другие утверждают, что австрийские гренадеры построились в плотный ромб и сопротивлялись кавалерийским атакам, пока французы не пустили в ход гренадеров Удино.
Французские потери составили 140 человек убитыми и ранеными, двое попали в плен. Австрийцы потеряли 101 человек убитым, 233 раненым, 1 469 солдат пленными (по австрийским данным) и 2 200 (по данным Мюрата), а также 3 знамени и 6 пушек. Сам генерал Ауффенберг попал в плен. Отрезанные от Вены австрийцы отступили на запад, в сторону своей базы в Ульме.